# Jean-François Féraud
Jean-François Féraud, né le 17 avril 1725 à Marseille où il est mort le 8 février 1807, est un prêtre, grammairien et lexicographe français.

## Biographie
Fils du maitre en chirurgie François Féraud et de Claire Beaumont, Jean-François Féraud étudia au collège de Belzunce chez les jésuites avant d’intégrer leur ordre à l’âge de dix-sept ans. Après avoir terminé son noviciat de deux ans, il fut envoyé à Besançon, où il enseigna les éléments de la langue latine et la rhétorique. On lui confia ensuite la surveillance des jeunes profès, auxquels il fut chargé d’enseigner la rhétorique et la philosophie.
Vers 1754, il entra au service de son confrère, le Père Esprit Pezenas, qui avait entrepris de traduire le New General English Dictionary (1740) de Thomas Dyche, traduction qui sera publiée à Avignon en 1756. Cet ouvrage, dont le Manuel lexique de l’abbé Prévost n’était qu’un abrégé, reparut avec un nouveau frontispice sous, le titre d’Encyclopédie française, latine et anglaise, ou Dictionnaire universel des sciences et des arts, Londres (Lyon, J. M. Bruyset), 1761. Après la suppression de l’ordre des Jésuites, en 1773, il se retira dans le Comtat Venaissin, d’où il obtint cependant, peu de temps après, la permission de revenir en France, où il vécut presque ignoré, partageant son temps entre l’exercice des devoirs de la religion et les occupations littéraires qu’il s’était créées, ou que lui donnait l’Académie de Marseille. Féraud s’était aussi beaucoup occupé d’un traité de la langue provençale, important travail dont il n’est resté que des fragments informes, ses manuscrits et tous ses effets ayant été perdus lors de l’évacuation de Nice, lorsqu’il suivit la plupart de ses confrères en émigration après avoir refusé de prêter serment à la constitution civile du clergé.
Durant la Révolution française, il fuit momentanément la France et chercha une retraite à Nice, puis à Ferrare et dans d’autres villes de l’État pontifical, avant de rentrer vers la fin de 1798. Il se consacra dès lors tout entier au service des autels, presque abandonné, faute de ministres et, malgré son grand âge, fit, avec autant d’assiduité que de succès, des conférences religieuses à l’église Saint-Laurent de Marseille.
Le goût particulier de Féraud le portait à l’étude des langues, et son Dictionaire aurait suffi pour le faire connaitre d’une manière avantageuse, si sa modestie ne l’eût empêché de s’en déclarer l’auteur. Il entra, en 1800, à l’Académie de Marseille reconstituée et fut nommé membre correspondant de l’Institut sans l’avoir sollicité. Il mourut dans un extrême dénuement à l’âge de 82 ans. Casimir Rostan, secrétaire perpétuel de l’Académie de Marseille, a donné une « Notice littéraire sur J.-F. Féraud », dans le Magasin encyclopédique de 1808, t. I, p. 131.
Jean-François Féraud entre à l’Académie de Marseille le 15 floréal an VIII.

## LeDictionairecritique
On lui doit un Dictionnaire grammatical de la langue française, Avignon, 1761, dont il a donné une quatrième édition considérablement augmentée à Paris en 1786 (2 vol. in-8°). Les rédacteurs de la Bibliothèque d’un homme de gout ont dit de cet ouvrage, où les principes de la grammaire sont exposés dans l’ordre le plus clair et le plus commode, que c’était un des meilleurs répertoires qu’on ait publiés au XVIIIe siècle. Mais le grand œuvre de l’abbé Féraud a été son Dictionaire critique de la langue française (Marseille, 1787-88, 3 vol. in-4°) où les entrées sont effectuées selon une orthographe simplifiée où il a entrepris de figurer la prononciation. Les doubles consonnes sont systématiquement éliminées (ex. : litératûre, dictionaire, gramaire, aplication, diférent, persone, afirmatif, atention, apuyer, doner, ocasion, bone, conu…) avec rajout d’un accent selon les besoins (ex. : anciène, viènent, énemi, s’éforcer, aprènent…), rajout d’un accent sur certaines voyelles (ex. : phrâse, pâsser, faûsse, aûtre, caûse, troûver, mesûre, preûve, chôse, ôser, encôre…) et rationalisation (ex. : recueuillir, parceque). Cet ouvrage important, dans lequel on trouve des solutions qu’on chercherait vainement dans le Dictionnaire de l’Académie sur un grand nombre de difficultés, a été d’une grande utilité à tous ceux qui ont voulu écrire sur la langue française. Féraud y avait fait de nombreuses additions et corrections qui sont restées manuscrites, la première édition n’étant pas épuisée. Elle n’a pas eu tout le succès qu’elle méritait en France à cause des dictionnaires abrégés qui ont paru dans un format plus portatif, et qui en ont emprunté les remarques les plus essentielles, mais il a été fort estimé et recherché à l’étranger. Féraud a su y éviter la prolixité et le mauvais gout des dictionnaires de Furetière, de Richelet et de Trévoux, et il a sur l’Académie l’avantage de s’appuyer partout de l’autorité des meilleurs écrivains, au lieu de donner pour exemples des phrases faites exprès. Sous ce rapport, aucun dictionnaire français n’approche peut-être autant des dictionnaires si estimés de Johnson, de la Crusca et de l’Académie espagnole.

## Publications
- Nouveau dictionnaire universel des arts et des sciences, français, latin et anglais : contenant la signification des mots de ces trois langues et des termes propres de chaque état et profession : avec l’explication de tout ce que renferment les arts et les sciences traduit de l’anglais de Thomas Dyche, Avignon, Vve Girard, 1756.
- Dictionnaire grammatical de la langue française, Avignon, Vve Girard ; Paris, Vincent, 1768.
- Dictionaire critique de la langue française. Tome premier, A-D, Marseille, Mossy, 1787.
- Dictionaire critique de la langue française. Tome second, E-N, Marseille, Mossy, 1787.
- Dictionaire critique de la langue française. Tome troisième, O-Z, Marseille, Mossy, 1788.